# Fnideq
Fnideq ou Fnidq (em castelhano: Castillejos; em árabe: الفنيدق; romaniz.: al-Finīdiq) é uma cidade do norte de Marrocos, que faz parte da prefeitura de M'diq-Fnideq e da região de Tânger-Tetuão. Em 2004 tinha 53 526 habitantes e estimava-se que em 2012 tivesse 59 263.
Situa-se  à beira do Mar Mediterrâneo, 2 km a sul do posto fronteiriço do enclave espanhol de Ceuta. Embora menos importante que os seus vizinhos mais a sul e sudeste, Fnideq é uma estância balnear, com alguns hotéis e com uma praia de areia.
Foi em Fnideq, a 1 de janeiro de 1860, que se travou a Batalha dos Castillejos, o primeiro grande combate da Guerra do Marrocos, que opôs Espanha a Marrocos entre 1859 e 1860.